# Dominic Périard
Dominic Périard (né le 22 septembre 1980 à Saint-Eustache au Québec) est un joueur professionnel canadien de hockey sur glace.

## Carrière de joueur
Entre 1997 et 2001, il a joué avec le Drakkar de Baie-Comeau de la Ligue de hockey junior majeur du Québec.
En 2001, il est passé chez les professionnels en signant un contrat avec les Ice Bats d'Austin dans la Ligue centrale de hockey. En 2005, après quelques années dans différents circuits de hockey américain, il s'en va en Europe. Il a évolué une saison avec le HC TWK Innsbruck puis une avec le SG Pontebba.
En 2008, il revient au Canada, afin d'évoluer avec le Caron et Guay de Trois-Rivières de la Ligue nord-américaine de hockey. Au terme de la saison il remporte la Coupe Futura en plus de recevoir le Trophée Éric Messier remis au meilleur défenseur de la ligue.
En novembre 2008, il retourne en Europe, avec l'ASG Tours de la Ligue Magnus.
À l'été 2009, il revient dans la LNAH, signant un contrat avec le Lois Jeans de Pont-Rouge. Le 25 novembre il est échangé à l'Isothermic de Thetford Mines.

## Statistiques
Pour les significations des abréviations, voir Statistiques du hockey sur glace.
| Saison    | Équipe                          | Ligue        |    | Saison régulière | Saison régulière | Saison régulière | Saison régulière | Saison régulière |   | Séries éliminatoires | Séries éliminatoires | Séries éliminatoires | Séries éliminatoires | Séries éliminatoires |
| Saison    | Équipe                          | Ligue        | PJ | B                | A                | Pts              | Pun              | PJ               | B | A                    | Pts                  | Pun                  |                      |                      |
| 1997-1998 | Drakkar de Baie-Comeau          | LHJMQ        | 59 | 1                | 5                | 6                | 109              | -                | - | -                    | -                    | -                    |                      |                      |
| 1998-1999 | Drakkar de Baie-Comeau          | LHJMQ        | 62 | 3                | 9                | 12               | 170              | -                | - | -                    | -                    | -                    |                      |                      |
| 1999-2000 | Drakkar de Baie-Comeau          | LHJMQ        | 61 | 4                | 20               | 24               | 191              | 6                | 0 | 1                    | 1                    | 16                   |                      |                      |
| 2000-2001 | Drakkar de Baie-Comeau          | LHJMQ        | 69 | 4                | 18               | 22               | 207              | 10               | 2 | 6                    | 8                    | 58                   |                      |                      |
| 2001-2002 | Ice Bats d'Austin               | LCH          | 64 | 12               | 10               | 22               | 107              | 15               | 1 | 2                    | 3                    | 37                   |                      |                      |
| 2002-2003 | Men O' War de Lexington         | ECHL         | 62 | 2                | 10               | 12               | 88               | 3                | 0 | 1                    | 1                    | 5                    |                      |                      |
| 2002-2003 | Bulldogs de Hamilton            | LAH          | 4  | 0                | 1                | 1                | 4                | -                | - | -                    | -                    | -                    |                      |                      |
| 2003-2004 | Falcons de Fresno               | ECHL         | 24 | 3                | 6                | 9                | 64               | -                | - | -                    | -                    | -                    |                      |                      |
| 2004-2005 | Rayz de Corpus Christi          | LCH          | 49 | 5                | 15               | 20               | 128              | -                | - | -                    | -                    | -                    |                      |                      |
| 2005-2006 | HC TWK Innsbruck                | OËL          | 45 | 3                | 11               | 14               | 133              | 7                | 0 | 2                    | 2                    | 14                   |                      |                      |
| 2006-2007 | SG Pontebba                     | Serie A      | 31 | 2                | 7                | 9                | 68               | -                | - | -                    | -                    | -                    |                      |                      |
| 2007-2008 | Caron et Guay de Trois-Rivières | LNAH         | 50 | 11               | 23               | 34               | 85               | 16               | 1 | 6                    | 7                    | 14                   |                      |                      |
| 2008-2009 | ASG Tours                       | Ligue Magnus | 14 | 2                | 3                | 5                | 61               | 2                | 0 | 0                    | 0                    | 6                    |                      |                      |
| 2009-2010 | Lois Jeans de Pont-Rouge        | LNAH         | 16 | 0                | 4                | 4                | 50               | -                | - | -                    | -                    | -                    |                      |                      |
| 2009-2010 | Isothermic de Thetford Mines    | LNAH         | 22 | 2                | 10               | 12               | 24               | 4                | 1 | 0                    | 1                    | 10                   |                      |                      |

## Trophées et honneurs personnels
Ligue nord-américaine de hockey
- 2007-2008 : remporte le Trophée Éric Messier remis au meilleur défenseur et la Coupe Futura avec le Caron et Guay de Trois-Rivières.